# Športna dvorana Dobova
Športna dvorana Dobova je osrednji športni objekt v Dobovi. Dvorana je bila zgrajena leta 1994 in sprejme 400 gledalcev. 
Dvorana je namenjena šolski športni vzgoji, športni vadbi in tekmovanjem v športni rekreaciji, fitnes programom, rokometu in kulturno-zabavnim prireditvam.To je tudi domača dvorana rokometnega kluba MRD Dobova.

### Velikost
1. Neto tloris dvorane - 1067,84 m²

## Naslov
Selska cesta 31, 8257  Dobova

## Slike dvorane
- Pogled na igrišče s tribune
- Pogled s snemalnega stolpa na igrišče
- Pogled na sedeže tribune
- Drugi del tribune dvorane v Dobovi